# Spathipheromyia chilensis
Spathipheromyia chilensis är en tvåvingeart som beskrevs av Malloch 1934. Spathipheromyia chilensis ingår i släktet Spathipheromyia och familjen husflugor. Inga underarter finns listade i Catalogue of Life.